# Centruroides exilimanus
Espèce
Centruroides exilimanus est une espèce de scorpions de la famille des Buthidae.

## Distribution
Cette espèce se rencontre au Honduras dans les départements de Valle et de Lempira, au Salvador dans le département de La Unión et au Guatemala dans le département de Jutiapa,.

## Description
Le mâle holotype mesure 89,3 mm.
Le mâle décrit par Armas et Viquez en 2005 mesure 148,9 mm et les femelles 98,4 mm et 116,2 mm.

## Publication originale
- Teruel & Stockwell, 2002 : « A revision of the scorpion fauna of Honduras, with the description of a new species (Scorpiones: Buthidae, Diplocentridae). » Revista Ibérica de Aracnología, no 6, p. 111-127 (texte intégral).